# Fátima Rodríguez
Fátima Rodríguez (* 15 mai 1961 à Pontedeume, Galice) est une écrivaine galicienne, une traductrice en galicien et espagnol, et Professeure des Universités à l'Université de Bretagne occidentale à Brest.

## Biographie
Fátima Rodríguez suit des études de langues romanes à l'université de Saint-Jacques-de-Compostelle. Elle fait son doctorat en France en littérature comparée et s'installe à Toulouse entre 1983 et 2008. Entre 1991 et 1993, elle prépare un master en traductologie à l'Université autonome de Barcelone. Des voyages en Roumanie et Italie complètent sa formation de romaniste et approfondissent ses connaissances des littératures contemporaines.
Pendant son séjour à Toulouse, elle collabore à la Casa de Galicia de la région pour soutenir la diffusion de la culture galicienne. En tant que romaniste, elle travaille sur les écrivains des Caraïbes. Elle publie régulièrement des articles sur les langues et littératures dans le monde hispanophone et latino-américain. Depuis 2008, elle vit à Brest et travaille à l'Université de Bretagne occidentale.
Fátima Rodríguez rédige ses publications académiques en français, espagnol et galicien. Elle est membre du Réseau Français d'Études Galiciennes et de l'Asociación Caribeña de Estudios del Caribe.

## Son œuvre littéraire
L'origine de l'écrivaine, la culture galicienne et sa langue représentent un thème central de la poésie de Fátima Rodríguez. Parfois, cette référence devient politique, comme dans le poème « Nos outros » (« Chez les autres ») qui fut imprimé dans le livre EXIL - témoignages sur la Guerre d'Espagne, les camps et la résistance au franquisme. Mais plus souvent ce thème exprime la douleur qui, en se transformant en poésie, devient beauté. L'essayiste cubaine Minerva Salado souligne que la tâche de convertir la douleur en beauté n'est pas facile, surtout quand « la beauté possible provient de la douleur en tant que facteur d'identité d'un peuple ».
L'auteure est une voyageuse. Née en Galice, étudiante à Saint-Jacques-de-Compostelle, Barcelone et Toulouse, maître de conférences d'abord à Toulouse, puis Professeure des Universités à Brest (Université de Bretagne Occidentale), elle vit la vie d'une voyageuse, « viaxeira » en galicien, mot qui, selon Minerva Salado, signifie « quelqu'un qui ne retourne pas » et exprime « l'incertitude devant l'avenir ». Fátima Rodríguez écrivit : « A viaxeira non ha de parar nunca » [« La voyageuse ne doit jamais s'arrêter »], ce qui se réfère aux femmes migrantes du peuple galicien.
Par conséquent, un recueil de poèmes de Fátima Rodríguez est « un foyer où se fondent intimement la langue, le corps et le paysage ». Car le corps et son vocabulaire représentent un autre thème de l'écrivaine, par exemple quand elle écrit : « une coupure nette aveuglante/au cœur du paysage/tellement attendue tellement attendue que rien ne saute », ou bien « Reviens, langue, au pays des enfances/à ton aire matrice, qui a vu le rêve/d'utérus accueillants/suspendus/au dôme de la mort sans mémoire/sédiments d'oublis au grenier. » María Rosa Lojo énonce qu'un « corps de femme recherche le cordon détaché du corps mère » qui est « la langue-terre ». Elle parle de la « désolation des nomades » qui n'est cependant jamais entièrement réparée par le langage du corps.

## Œuvres

### Publications littéraires
- Amencida dos corpos/Amanecida de los cuerpos, poésie (galicien; trad. espagnole de Jorge Ledo), Éd. Praxis, Mexico, 2005,  (ISBN 968-7646-33-0)
- Limite de propriedad, poésie (trad. espagnole de Gloria Vergara), Éd. Torremozas, Madrid, 2006,  (ISBN 978-84-7839-368-8)
- Oblivionalia, poésie (galicien; trad. française de Vincent Ozanam), Les Hauts-Fonds, Brest, 2010,  (ISBN 978-2-9532332-7-8)
- Brest polyphonie,ouvrage collectif, Éditions du parapluie jaune, 2022

### Publications académiques (triage)
- (fr) Fátima Rodríguez, « Les je(ux) de l’énonciation dans l’Erotica de X. L. Méndez Ferrín », dans : L’espace du corps 1. Littérature. Seminaria, 1, Rilma 2-ADEHL, Mexico-Limoges, 2007, p. 61-70
- (es) Fátima Rodríguez, « Otras proyecciones de la materia textual. La Pasión de los nómades de María Rosa Lojo. Historias heterógrafas. » [« Voyages aléatoires : l'aventure de l'insularité dans la narrative puertoricaine : Voisinages excentriques de Rosario Ferré »], dans : Le Texte et ses liens II, Paris-Sorbonne, 2005-2006,  (ISSN 1954-3239) [présentation en ligne (page consultée le 3 août 2010)]
- (es) Fátima Rodríguez et Laura Eurenia Tudoras, « Las fronteras ascendentes de Paul Morand: Flèche d'Orient y Bucarest » [« Les frontières ascendantes de Paul Morand : Flèche d'Orient et Bucarest »], dans : Revista de Filología Románica, n° 20, Madrid, 2003,  (ISSN 0212-999X), p. 179-190 [présentation en ligne (page consultée le 3 août 2010)]
- (es) Fátima Rodríguez et Laura Eurenia Tudoras, « Viajes azarosos: la aventura de la insularidad en la narrativa puertorriqueña: Vecindarios excéntricos de Rosario Ferré » [« Voyages aléatoires : l'aventure de l'insularité dans la narrative puertoricaine : Voisinages excentriques de Rosario Ferré »], dans : Revista de Filología Románica, n° 22, Madrid, 2005,  (ISSN 0212-999X), p. 193-200